# Begonia discrepans
Espèce
Synonymes
- Begonia tenuicaulis Irmsch.[2]

Begonia discrepans est une espèce de plantes de la famille des Begoniaceae.
L'espèce fait partie de la section Platycentrum.
Elle a été décrite en 1953 par Edgar Irmscher (1887-1968).

## Répartition géographique
Cette espèce est originaire du pays suivant : Chine.